# Epies
Els epies (o epie-atisses) són els membres de dos petits clans ijaws que viuen al rierol Epie, al nord-est de Yenagoa, a l'estat de Bayelsa, a Nigèria. Parlen la llengua epie. Els dos clans són coneguts en comú com epie-atissa. Aquest poble fou establert per migrants de tribus ijaws, al sud i dels engennis, al nord. Els Endennis a vegades són considerats com edos, tot i que ells mateixos es consideren ijaws encara que no parlin una llengua ijaw. Així, els Epie-atisses tenen aspectes culturals semblants als ijaws i als engennis.
Els epies i els atisses viuen als assentaments d'Onopa, Igbogene, Kpansia, Ogu, Edepie, Yenaka, Opolo, Swali, Ikolo, Ekenfa, Yenagoa i Biogbolo.
Els epies i els atisses són dues tribus separades. Els epies tenen poblacions entre Igbogene i Amarata que es diuen: Igbogene, Yenegwe, Akenfa, Agudama Epie, Akenpai, Edepie, Okutukutu, Opolo, Biogbolo, Yenizue Gene, Kpansia, Yenizue Epie, Okaka, Ekeki, Azikoro i Amarata. Els atisses tenen aldees entre Onopa i Ikolo i entre Ogu i Agbura que es diuen Onopa, Ovom, Yenagoa, Bebelibiri, Yenaka, Ikolo, Famgbe, Obogoro, Akaba, Ogu, Swali i Agbura.
A la dècada del 1970 es va comptabilitzar que hi havia 17.000 parlants d'epie, però no es coneix el nombre actual, tot i que se sap que ha minvat a causa de la urbanització i l'occidentalització, en part perquè entre aquests clans no hi ha caps tradicionals.

## Història

### Esdeveniments recents
- 23 de juliol de 2007. Dos treballadors estrangers de la MTN Nigeria Limited a Akenfa-Epie, una població als afores de Yenagoa, foren segrestats per homes armats. Aquests successos es poden incloure dins el Conflicte del delta del Níger.[5]

## Població i religió
El 22% dels 31.000 epies són cristians; d'aquests, el 40% són protestants, el 35% pertanyen a esglésies cristianes independents i el 25% són catòlics. El 78% dels epies restants creuen en religions tradicionals africanes.